# Кулакшино
Кулакшино (каз. Құлақшын) — станция в Шуском районе Жамбылской области Казахстана. Входит в состав Шокпарского сельского округа. Код КАТО — 316641400.

## Население
В 1999 году население станции составляло 138 человек (69 мужчин и 69 женщин). По данным переписи 2009 года, в населённом пункте проживал 281 человек (159 мужчин и 122 женщины).